# Cryptospora falcata
Cryptospora falcata är en korsblommig växtart som beskrevs av Grigorij Silych Karelin och Ivan Petrovich Kirilov. Cryptospora falcata ingår i släktet Cryptospora, och familjen korsblommiga växter. Inga underarter finns listade i Catalogue of Life.